# Charles MacVeagh
Charles MacVeagh (West Chester (Pensilvânia), 6 de junho de 1860 – Santa Barbara (Califórnia), 4 de dezembro de 1931) foi um advogado e diplomata norte-americano. Foi embaixador dos Estados Unidos no Japão de 1925 a 1928. Era filho de Wayne MacVeagh, que foi Procurador-Geral dos Estados Unidos na administração de James Garfield.